# Pedicularis crassirostris
Pedicularis crassirostris är en snyltrotsväxtart som beskrevs av Aleksandr Andrejevitj Bunge. Pedicularis crassirostris ingår i släktet spiror, och familjen snyltrotsväxter. Inga underarter finns listade i Catalogue of Life.